# ペーター・アルトナー
ペーター・アルトナー（Peter Artner、1966年5月20日 - ）は、オーストリア・ウィーン出身の元同国代表サッカー選手。ポジションはディフェンダーまたはミッドフィールダーだった。

## クラブ経歴
ウィーンで生まれ、幼少期の憧れの的だったロベルト・サーラが所属していたクラブ、FKアウストリア・ウィーンでプロデビューを果たした。ファースト・ヴィエナFCへのレンタル移籍を経て、アウストリア・ウィーンから余剰戦力と判断されたアルトナーはFCアドミラ・ヴァッカー・メードリングに移籍した。ここでの6年間で評価を高めたアルトナーは1993年にステップアップしてSVアウストリア・ザルツブルクに加入した。アウストリア・ザルツブルクでもレギュラーとして活躍し、UEFAカップ1993-94決勝にも出場した (2戦合計0-2で敗戦)。
1996年、30歳にして初の海外挑戦をするも目立った成果を残せず、1998年に母国オーストリアのVSEザンクト・ペルテンに移籍。ここで3シーズンを過ごし、現役を引退した。

## 代表経歴
1987年11月のルーマニア代表戦でオーストリア代表デビューを飾り、1990 FIFAワールドカップにも参加した。そのワールドカップではグループステージ初戦のアメリカ戦勝利に貢献した。オーストリア代表として通算55試合に出場し、1ゴールを挙げた。代表最後の出場は、1996年5月のチェコ戦だった。

### 代表ゴール
| #  | 日付          | 開場                                 | 対戦国     | 得点 | 結果 | 形式     |
| -- | ------------- | ------------------------------------ | ---------- | ---- | ---- | -------- |
| 1. | 1990年4月11日 | スタディオン・レーヘン, ザルツブルク | ハンガリー | 1–0  | 3–0  | 親善試合 |

## タイトル
- オーストリア・サッカー・ブンデスリーガ : 2回
  - 1994, 1995
- オーストリア・カップ : 1回
  - 1986